# Средиземноморско съглашение
Средиземноморското съглашение (Средиземноморската антанта) е споразумение между Великобритания, Кралство Италия и Австро-Унгария, сключено чрез обмен на дипломатически ноти през февруари и март 1887 година с цел запазване на териториалното и политическото статукво в Средиземноморието и в района на Проливите. Провокирано от „Българската криза“ и англо-френските колониални противоречия, съглашението е насочено срещу Франция и Русия. По отношение на Балканите то гарантира австроунгарското господство в окупираните през 1878 Босна и Херцеговина и трайното изместване на руското влияние от България след неуспелия русофилски преврат от 1886. По отношение на Средиземноморието то пресича френските икономически и политически интереси в Северна Африка.
През май 1887 към съглашението се присъединява и Испания. През декември, със засилването на напрежението по руско-австрийските граници и на противоречията между двете империи заради избора на Фердинанд Сакскобургготски за български княз, са постигнати допълнителни договорености между Лондон, Рим и Виена, които предвиждат задействане на австрийската армия в Галиция и навлизане на английския боен флот в Черно море. Въпреки че не участва пряко в преговорите, за вдъхновител на двете споразумения е смятан германският канцлер Ото фон Бисмарк, който желае да изолира Франция и да съдейства на австрийския си съюзник на Балканите, без да рискува пряка конфронтация с Русия.
Сътрудничеството между Великобритания, Австро-Унгария и Италия изиграва важна роля за вътрешнополитическата стабилизация на България и утвърждаването на княз Фердинанд и Стамболовото правителство. През февруари 1888 трите сили парират руската инициатива за изгонване на княза от България. Същевременно Средиземноморската антанта блокира инициативата на Стамболов за реформи в полза на българското население в подвластната на османците Македония. Верни на договореностите си с австро-унгарския външен министър Густав Калноки, през лятото на 1888 лидерите на Великобритания и Италия лорд Солсбъри и Франческо Криспи отхвърлят българските постъпки, застрашаващи австрийските планове за експанзия към Солун.
С промените в международната конюнктура и в интересите на участниците, през следващите години Средиземноморското съглашение се обезсмисля. Престава да действа в средата на 90-те години на XIX век.